# Natalja Konstantinowna Wichljanzewa
Natalja Konstantinowna Wichljanzewa (russisch Наталья Константиновна Вихлянцева; englische Schreibweise Natalia Vikhlyantseva; * 16. Februar 1997 in Wolgograd) ist eine russische Tennisspielerin.

## Karriere
Wichljanzewa, die laut ITF-Profil am liebsten auf Hartplätzen spielt, begann im Alter von sieben Jahren mit dem Tennissport. Für die Shenzhen Open erhielt sie 2015 von der Turnierorganisation eine Wildcard, mit der sie erstmals im Hauptfeld eines WTA-Turniers spielen konnte. Sie besiegte in der ersten Runde Anna-Lena Friedsam und erreichte damit das Achtelfinale.
Im Januar 2016 gewann sie ihren ersten ITF-Doppeltitel. In der Doppelweltrangliste erreichte sie am 22. Juli 2019 mit Position 216 ihre bisherige Bestmarke. Der erste Einzeltitel gelang ihr im August des Jahres in Pilsen; daraufhin rangierte sie in der Einzelweltrangliste auf Platz 210. Im Oktober 2017 markierte sie mit Position 54 ein neues bestes Ranking.
Im Jahr 2017 spielte Wichljanzewa erstmals für die russische Fed-Cup-Mannschaft; ihre Fed-Cup-Bilanz weist bislang sechs Siege bei einer Niederlage aus.

## Turniersiege

### Einzel
| Nr. | Datum              | Turnier          | Kategorie    | Belag             | Finalgegnerin   | Ergebnis |
| --- | ------------------ | ---------------- | ------------ | ----------------- | --------------- | -------- |
| 1.  | 7. August 2016     | Pilsen           | ITF 25.000   | Sand              | Anna Kalinskaja | 6:1, 6:3 |
| 2.  | 24. September 2016 | Sankt Petersburg | ITF $100.000 | Hartplatz (Halle) | Donna Vekić     | 6:1, 6:2 |

### Doppel
| Nr. | Datum           | Turnier       | Kategorie      | Belag | Partnerin   | Finalgegnerinnen                       | Ergebnis          |
| --- | --------------- | ------------- | -------------- | ----- | ----------- | -------------------------------------- | ----------------- |
| 1.  | 23. Januar 2016 | Wesley Chapel | ITF $25.000    | Sand  | Ingrid Neel | Natela Dsalamidse Weronika Kudermetowa | 4:6, 7:64, [10:6] |
| 2.  | 13. Juli 2019   | Båstad        | WTA Challenger | Sand  | Misaki Doi  | Alexa Guarachi Danka Kovinić           | 7:5, 6:74, [10:7] |